# Cimbidijum
Cimbidijum (cimbidij;  lat. Cymbidium), rod trajnica iz porodice orhideja.

## Opis
Cimbidij, (Cymbidium), koji se naziva i “brodska orhideja”, rod od 50-70 vrsta tropskih i suptropskih orhideja (porodica Orchidaceae). Rod je prvenstveno rasprostranjen u Aziji, iako je nekoliko vrsta porijeklom iz sjeverne Australije. Orhideje su popularne kao cvjećarske i ukrasne biljke, a postoji nekoliko tisuća hortikulturnih hibrida. Biljke su poznate po svojim upadljivim cvjetovima, koji variraju od bijele i blijedo žute do zelene, kestenjaste i tamno brončane boje i mogu postojati nekoliko mjeseci. Rezano cvijeće je također prilično dugotrajno i obično se koristi u korzažima.
Cymbidium vrste su zimzelene i rastu u tlu ili epifitski na drugim biljkama. Većina ima kratke pseudobulbe (baze stabljike poput lukovica), vrpčaste kožaste listove i mnogo cvjetova na svakoj cvjetnoj stabljici. Voštane latice i čašice obično su iste veličine i iste boje, dok je istaknuti labellum (usna) često kontrastne boje. Cvjetovi nekih vrsta su mirisni.

## Vrste
1. Cymbidium acuminatum M.A.Clem. & D.L.Jones
2. Cymbidium aloifolium (L.) Sw.
3. Cymbidium atrolabium X.Y.Liao, S.R.Lan & Z.J.Liu
4. Cymbidium atropurpureum (Lindl.) Rolfe
5. Cymbidium banaense Gagnep.
6. Cymbidium bicolor Lindl.
7. Cymbidium biflorens D.Y.Zhang, S.R.Lan & Z.J.Liu
8. Cymbidium borneense J.J.Wood
9. Cymbidium brevifolium Zhuang Zhou, S.R.Lan & Z.J.Liu
10. Cymbidium canaliculatum R.Br.
11. Cymbidium chloranthum Lindl.
12. Cymbidium cochleare Lindl.
13. Cymbidium codonanthum Yuting Jiang, Liang Ma & S.Chen
14. Cymbidium crassifolium Herb.
15. Cymbidium cyperifolium Wall. ex Lindl.
16. Cymbidium daweishanense G.Q.Zhang & Z.J.Liu
17. Cymbidium dayanum Rchb.f.
18. Cymbidium defoliatum Y.S.Wu & S.C.Chen
19. Cymbidium devonianum Paxton
20. Cymbidium dianlan H.He
21. Cymbidium eburneum Lindl.
22. Cymbidium elegans Lindl.
23. Cymbidium elongatum J.J.Wood, Du Puy & Shim
24. Cymbidium ensifolium (L.) Sw.
25. Cymbidium erythraeum Lindl.
26. Cymbidium erythrostylum Rolfe
27. Cymbidium faberi Rolfe
28. Cymbidium finlaysonianum Lindl.
29. Cymbidium floribundum Lindl.
30. Cymbidium formosanum Hayata
31. Cymbidium goeringii (Rchb.f.) Rchb.f.
32. Cymbidium haematodes Lindl.
33. Cymbidium hartinahianum J.B.Comber & Nasution
34. Cymbidium hengbungense A.N.Rao, Chowlu, H.B.Sharma, K.S.Thithila & D.S.Thokchom
35. Cymbidium hookerianum Rchb.f.
36. Cymbidium induratifolium Z.J.Liu & J.N.Zhang
37. Cymbidium insigne Rolfe
38. Cymbidium iridioides D.Don
39. Cymbidium jiangchengense Ying L.Peng, S.R.Lan & Z.J.Liu
40. Cymbidium kanran Makino
41. Cymbidium lancifolium Hook.
42. Cymbidium lii M.Z.Huang, J.M.Yin & G.S.Yang
43. Cymbidium longipes Z.J.Liu & J.N.Zhang
44. Cymbidium lowianum (Rchb.f.) Rchb.f.
45. Cymbidium macrorhizon Lindl.
46. Cymbidium madidum Lindl.
47. Cymbidium mastersii Griff. ex Lindl.
48. Cymbidium micranthum Z.J.Liu & S.C.Chen
49. Cymbidium motuoense W.Q.Hu, Qinghai Zhang & Z.J.Liu
50. Cymbidium munronianum King & Pantl.
51. Cymbidium nanulum Y.S.Wu & S.C.Chen
52. Cymbidium omeiense Y.S.Wu & S.C.Chen
53. Cymbidium parishii Rchb.f.
54. Cymbidium puerense Z.J.Liu & S.R.Lan
55. Cymbidium purpureisepalum M.J.Zhu & S.R.Lan
56. Cymbidium qiubeiense K.M.Feng & H.Li
57. Cymbidium rectum Ridl.
58. Cymbidium recurvatum Z.J.Liu, S.C.Chen & P.J.Cribb
59. Cymbidium repens Aver. & Q.T.Phan
60. Cymbidium roseum J.J.Sm.
61. Cymbidium sanderae (Rolfe) P.J.Cribb & Du Puy
62. Cymbidium sangii Aver. & V.C.Nguyen
63. Cymbidium schroederi Rolfe
64. Cymbidium seidenfadenii (P.J.Cribb & Du Puy) P.J.Cribb
65. Cymbidium serratum Schltr.
66. Cymbidium shidianense G.Z.Chen, G.Q.Zhang & L.J.Chen
67. Cymbidium sichuanicum Z.J.Liu & S.C.Chen
68. Cymbidium sigmoideum J.J.Sm.
69. Cymbidium sinense (Andrews) Willd.
70. Cymbidium suave R.Br.
71. Cymbidium suavissimum Sander ex C.H.Curtis
72. Cymbidium tamphianum Aver.
73. Cymbidium teretipetiolatum Z.J.Liu & S.C.Chen
74. Cymbidium tigrinum C.S.P.Parish ex Hook.f.
75. Cymbidium tortisepalum Fukuy.
76. Cymbidium tracyanum O´Brien
77. Cymbidium viride Sanjeet Kumar
78. Cymbidium wadae T.Yukawa
79. Cymbidium weishanense X.Yu & Z.J.Liu
80. Cymbidium wenshanense Y.S.Wu & F.Y.Liu
81. Cymbidium whiteae King & Pantl.
82. Cymbidium wilsonii (Rolfe ex De Cock) Rolfe
83. Cymbidium xichouense Xin Y.Xu, C.C.Ding & S.R.Lan
84. Cymbidium ×ballianum [auct.]
85. Cymbidium ×baoshanense F.Y.Liu & Perner
86. Cymbidium ×changningense Z.J.Liu & S.C.Chen
87. Cymbidium ×charlesworthii Rolfe & Hurst
88. Cymbidium ×dilatatiphyllum J.M.H.Shaw
89. Cymbidium ×florinda Rolfe
90. Cymbidium ×fugongense S.Ke, S.R.Lan & Z.J.Liu
91. Cymbidium ×gammieanum King & Pantl.
92. Cymbidium ×glebelandensis Rolfe
93. Cymbidium ×hillii F.Muell. ex Regel
94. Cymbidium ×malipoense L.J.Chen, Hong B.Zhou & Z.J.Liu
95. Cymbidium ×monanthum J.M.H.Shaw
96. Cymbidium ×nishiuchianum Makino ex J.M.H.Shaw
97. Cymbidium ×nomachianum T.Yukawa & Nob.Tanaka
98. Cymbidium ×nujiangense X.P.Zhou, S.P.Lei & Z.J.Liu
99. Cymbidium ×oblancifolium Z.J.Liu & S.C.Chen
100. Cymbidium ×pseudoballianum Aver.
101. Cymbidium ×purpuratum L.J.Chen, L.Q.Li & Z.J.Liu
102. Cymbidium ×rosefieldense Rolfe
103. Cymbidium ×shangrilaense S.Ke, Qing H.Zhang & S.R.Lan
104. Cymbidium ×woodlandense Rolfe